# Mellecey
Mellecey és un municipi francès, situat al departament de Saona i Loira i a la regió de Borgonya - Franc Comtat. L'any 2007 tenia 1.197 habitants.

## Demografia

### Població
El 2007 la població de fet de Mellecey era de 1.197 persones. Hi havia 448 famílies, de les quals 88 eren unipersonals (50 homes vivint sols i 38 dones vivint soles), 180 parelles sense fills, 153 parelles amb fills i 27 famílies monoparentals amb fills.
La població ha evolucionat segons el següent gràfic:
Habitants censats

### Habitatges
El 2007 hi havia 519 habitatges, 458 eren l'habitatge principal de la família, 34 eren segones residències i 27 estaven desocupats. 510 eren cases i 9 eren apartaments. Dels 458 habitatges principals, 405 estaven ocupats pels seus propietaris, 44 estaven llogats i ocupats pels llogaters i 9 estaven cedits a títol gratuït; 3 tenien una cambra, 11 en tenien dues, 46 en tenien tres, 105 en tenien quatre i 293 en tenien cinc o més. 351 habitatges disposaven pel capbaix d'una plaça de pàrquing. A 137 habitatges hi havia un automòbil i a 299 n'hi havia dos o més.

### Piràmide de població
La piràmide de població per edats i sexe el 2009 era:
| Homes | Edats   | Dones |
| ----- | ------- | ----- |
| 1     | 95 o +  | 4     |
| 0     | 90 a 94 | 17    |
| 1     | 85 a 89 | 21    |
| 6     | 80 a 84 | 5     |
| 9     | 75 a 79 | 15    |
| 21    | 70 a 74 | 14    |
| 22    | 65 a 69 | 24    |
| 28    | 60 a 64 | 13    |
| 44    | 55 a 59 | 29    |
| 32    | 50 a 54 | 49    |
| 42    | 45 a 49 | 49    |
| 30    | 40 a 44 | 23    |
| 48    | 35 a 39 | 44    |
| 45    | 30 a 34 | 45    |
| 23    | 25 a 29 | 27    |
| 21    | 20 a 24 | 11    |
| 22    | 15 a 19 | 16    |
| 43    | 10 a 14 | 40    |
| 55    | 5 a 9   | 46    |
| 30    | 0 a 4   | 28    |

## Economia
El 2007 la població en edat de treballar era de 762 persones, 560 eren actives i 202 eren inactives. De les 560 persones actives 523 estaven ocupades (264 homes i 259 dones) i 37 estaven aturades (17 homes i 20 dones). De les 202 persones inactives 90 estaven jubilades, 74 estaven estudiant i 38 estaven classificades com a «altres inactius».

### Ingressos
El 2009 a Mellecey hi havia 482 unitats fiscals que integraven 1.252,5 persones, la mediana anual d'ingressos fiscals per persona era de 22.313 €.

### Activitats econòmiques
Dels 59 establiments que hi havia el 2007, 1 era d'una empresa extractiva, 1 d'una empresa alimentària, 2 d'empreses de fabricació d'altres productes industrials, 16 d'empreses de construcció, 10 d'empreses de comerç i reparació d'automòbils, 1 d'una empresa de transport, 3 d'empreses d'hostatgeria i restauració, 1 d'una empresa d'informació i comunicació, 3 d'empreses financeres, 6 d'empreses immobiliàries, 9 d'empreses de serveis, 3 d'entitats de l'administració pública i 3 d'empreses classificades com a «altres activitats de serveis».
Dels 15 establiments de servei als particulars que hi havia el 2009, 2 eren paletes, 2 guixaires pintors, 3 fusteries, 2 lampisteries, 1 electricista, 1 perruqueria, 2 restaurants i 2 agències immobiliàries.
Dels 3 establiments comercials que hi havia el 2009, 1 era una botiga de menys de 120 m², 1 una botiga de roba i 1 una botiga de material de revestiment de parets i terra.
L'any 2000 a Mellecey hi havia 17 explotacions agrícoles que ocupaven un total de 1.287 hectàrees.

## Equipaments sanitaris i escolars
El 2009 hi havia una escola elemental.

## Poblacions més properes
El següent diagrama mostra les poblacions més properes.